# Stockton-on-Tees
Stockton-on-Tees (82 729 ab. nel 2011) è un paese del Regno Unito, nell'Inghilterra nord-orientale; è amministrativamente divisa tra le contee di Durham e North Yorkshire. L'agglomerato urbano conta circa 200 000 abitanti, che ne fanno la seconda più popolosa aggregazione della contea dopo Middlesbrough, che si trova sulla opposta riva dell'estuario del fiume Tees, sul Mare del Nord.

## Storia
In origine la città era il mercato dell'area agricola circostante e cominciò la sua trasformazione in porto e centro industriale verso la fine del Settecento. Un forte impulso allo sviluppo industriale venne dato anche dalla costruzione di una linea ferroviaria che collegava la città con i giacimenti di carbone della contea di Durham. Oggi l'economia della città si basa soprattutto sull'industria e gli stabilimenti più diffusi sono quelli siderurgici, ingegneristici e chimici. Ciononostante la città non ha perso i legami con il passato e ancora oggi nella sua piazza principale si tiene un mercato due volte alla settimana. Nelle immediate vicinanze del centro urbano, che nel 1992 è diventato sede di un nuovo college dell'Università di Durham, si trova anche un museo che ospita una delle più belle collezioni di armi e armature antiche di tutta l'Inghilterra.

## Infrastrutture e trasporti
Assieme a Darlington la città ha ospitato, nel 1825, la prima linea ferroviaria al mondo, per opera dell'ingegnere George Stephenson.